# بوبرینتس
۴۸°۳′۲۸″ شمالی ۳۲°۹′۲۹″ شرقی / ۴۸٫۰۵۷۷۸°شمالی ۳۲٫۱۵۸۰۶°شرقی
شهر بوبرینتس (به روسی: Бобринець) در استان کیرووهراد در کشور اوکراین واقع شده‌است. جمعیت این شهر ۱۲٬۳۰۰ نفر  است.

## نگارخانه

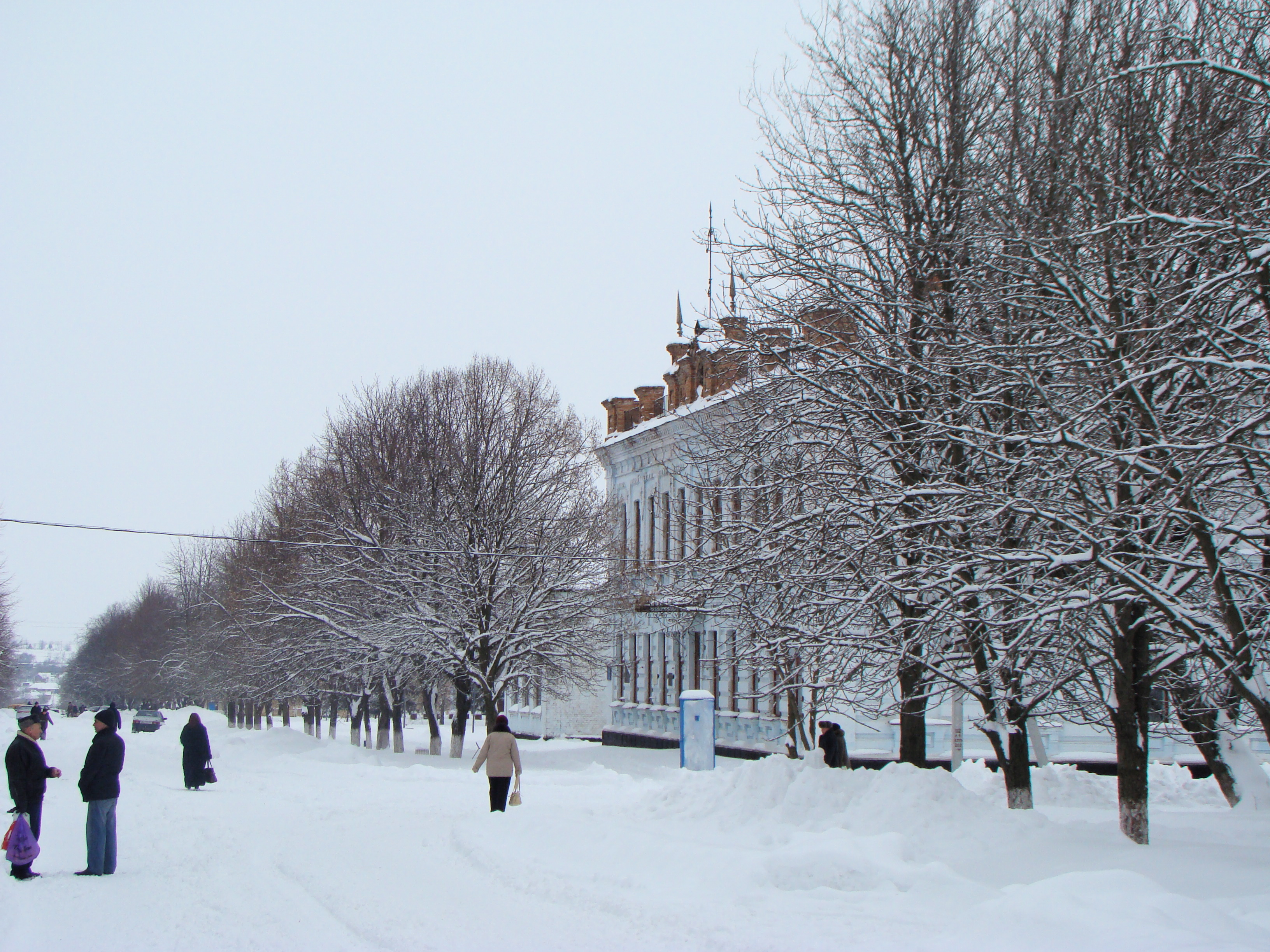
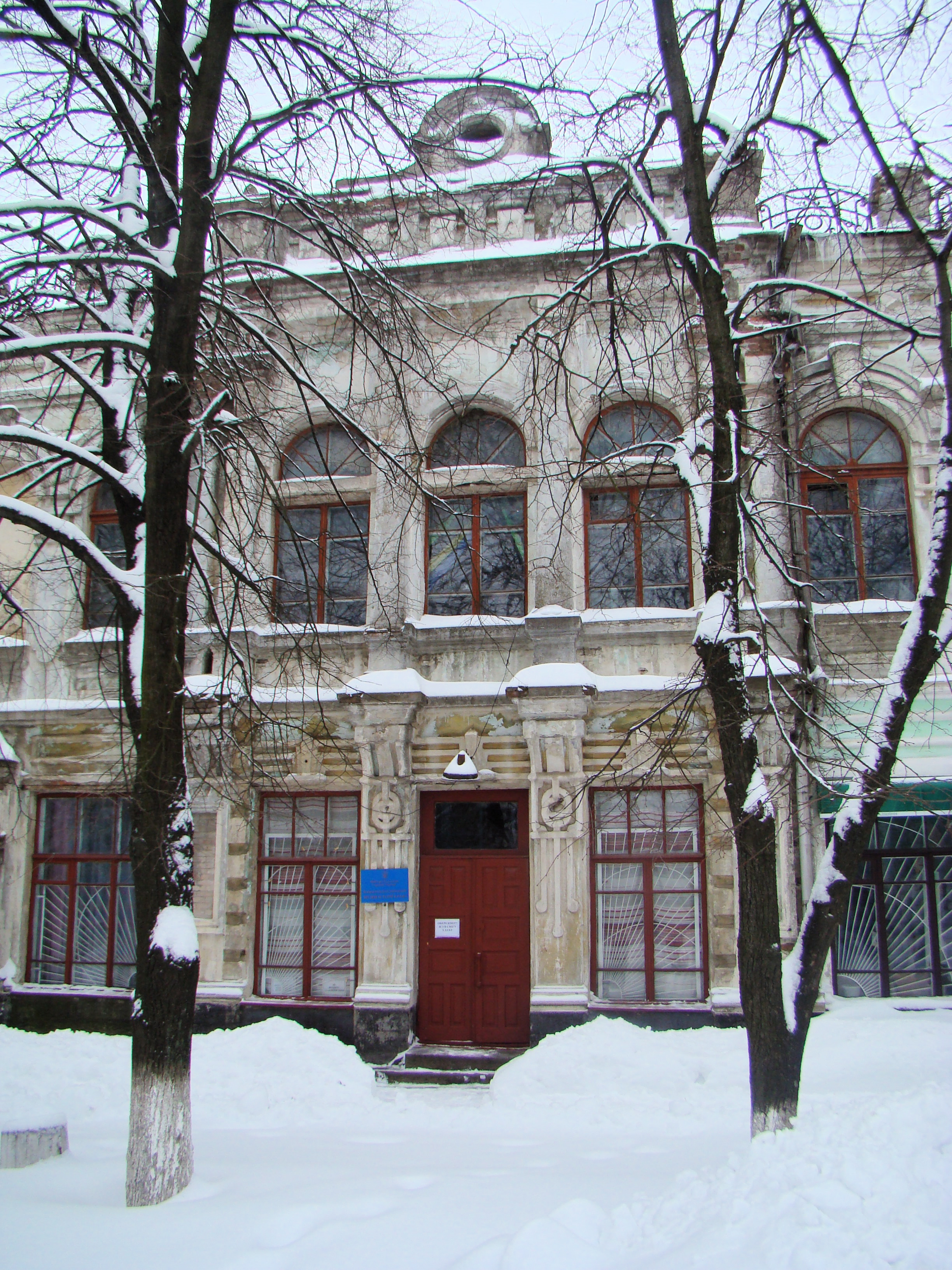
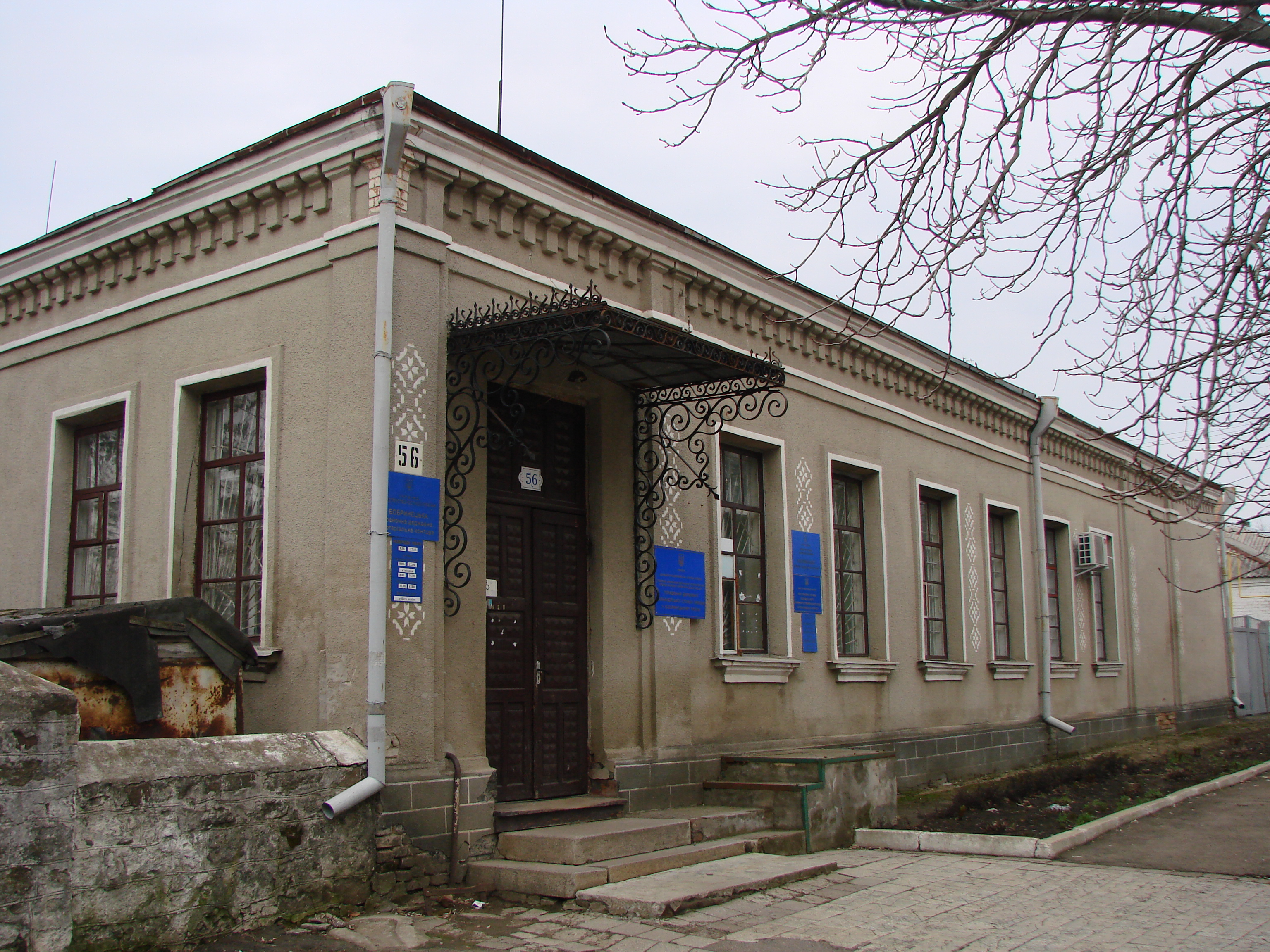
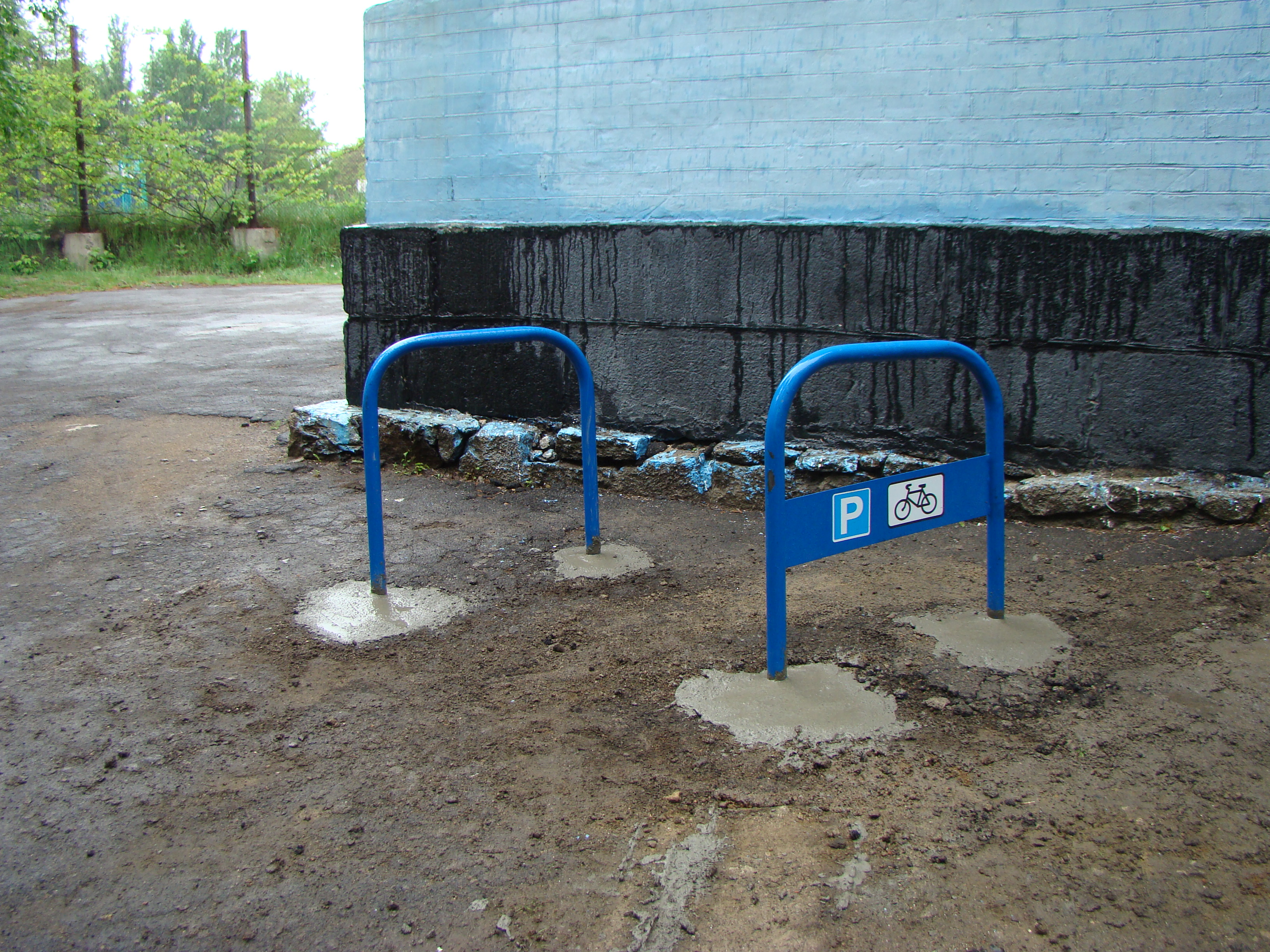
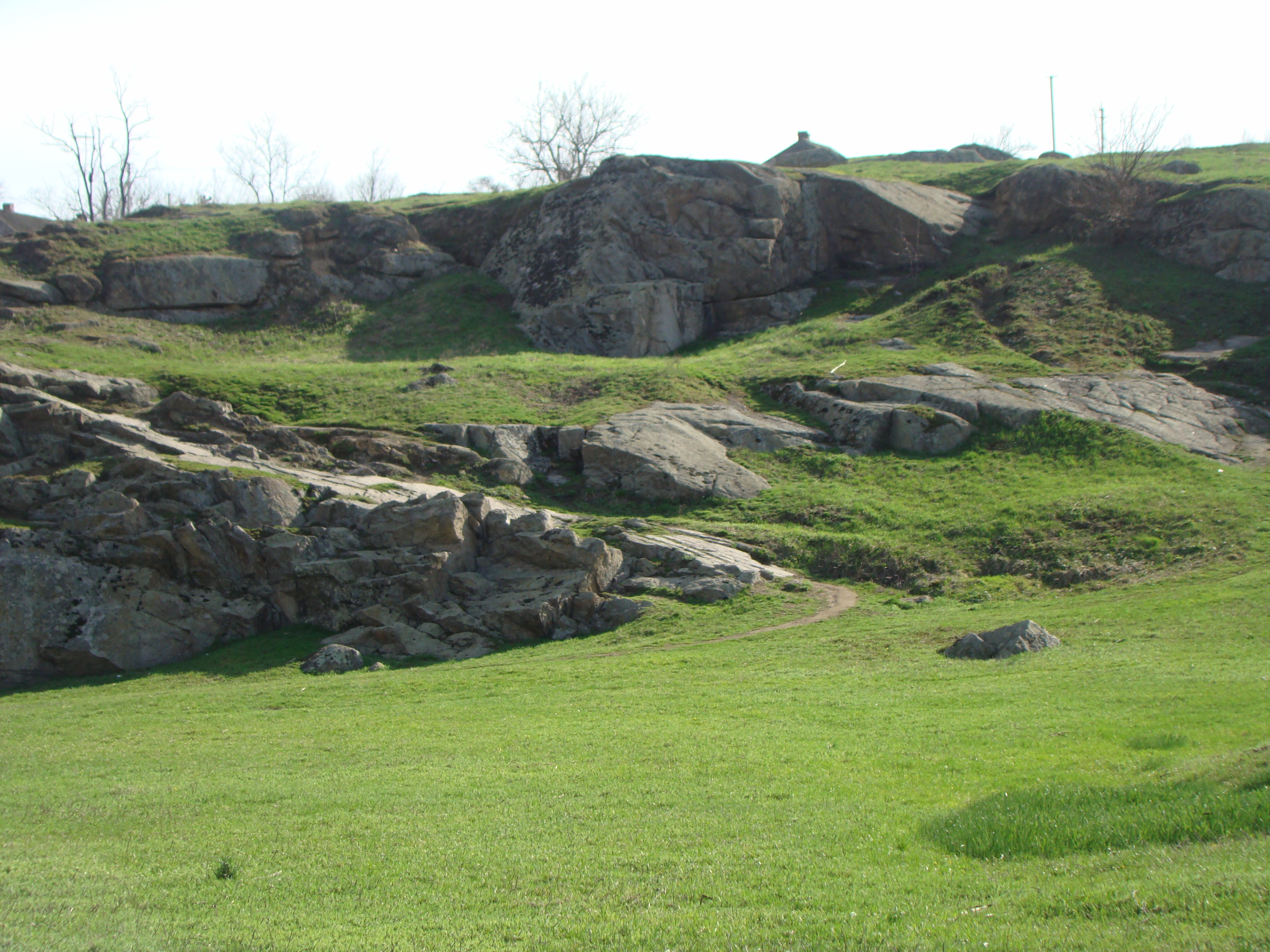